# Pablo González Cuesta
Pablo González Cuesta (Pablo Gonz; * 1968 in Sevilla) ist ein spanischer Schriftsteller.

## Leben
Bis zum Alter von drei Jahren lebte er in São Paulo (Brasilien). Später zog seine Familie nach Barcelona und dann nach Madrid, wo er bis 2001 blieb. Heute lebt er in Punucapa, in der Nähe von Valdivia (Chile).
Pablo Gonz erhielt ein Diplom in Geographie und Geschichte an der Universidad Complutense (Madrid) im Jahr 1991. Im gleichen Zeitraum machte er seine ersten Schritte in der Literatur, wobei seine wichtigsten literarischen Referenzen waren: Gabriel García Márquez, Eduardo Mendoza, Leo Tolstoi und Stefan Zweig.

## Werke
- 1996: La pasión de Octubre (Alba, Barcelona). (ISBN 8488730055)
- 1997: Experto en silencios (Bitzoc, Palma, Spanien). (ISBN 8487789811)
- 1998: Los hijos de León Armendiaguirre (Planeta, Barcelona). (ISBN 8408023578)
- 2008: Libertad (Uqbar, Santiago de Chile). (ISBN 9789568601300)
- 2008: Mío (Carisma, Badajoz, Spanien).
- 2010: Libertad (, ).
- 2011:	Mío (Bubok, Madrid, Spanien). (ISBN 9788461504305)
- 2013:	Novela 35 lebensráumica (20:13, Valdivia, Chile).
- 2014:	Novela 31 (http://www.revistanarrativas.com/)
- 2014:	Lavrenti y el soldado herido (20:13, Valdivia, Chile). (ISBN 9789563539929)

## Auszeichnungen
- 1995: V Prensa Canaria Roman Preis für La pasión de Octubre.
- 1997: V Juan March Cencillo Kurzroman Preis für Experto en silencios.
- 2008: II Encina de Plata Kurzroman Preis für Mío.